# Dominique Ohaco
Dominique Ohaco (ur. 19 grudnia 1995 w Santiago) – chilijska narciarka dowolna, specjalizująca się w slopestyle'u. W Pucharze Świata zadebiutowała 4 marca 2012 roku w Mammoth Mountain, zajmując 13. miejsce w slopestyle'u. Tym samym już w swoim debiucie wywalczyła pierwsze pucharowe punkty. Na podium zawodów tego cyklu po raz pierwszy stanęła 1 grudnia 2017 roku w Mönchengladbach, kończąc rywalizację w big air na trzeciej pozycji. Wyprzedziły ją jedynie dwie Szwajcarki: Giulia Tanno i Sarah Höfflin. W 2013 roku zajęła dziewiąte miejsce w slopestyle'u na mistrzostwach świata w Voss. Była też między innymi trzynasta w tej konkurencji podczas rozgrywanych rok później igrzysk olimpijskich w Soczi.

## Osiągnięcia

### Igrzyska olimpijskie
| Miejsce | Dzień     | Rok  | Miejsce    | Konkurencja | Wynik      | Zwyciężczyni     | Źródło |
| ------- | --------- | ---- | ---------- | ----------- | ---------- | ---------------- | ------ |
| 13.     | 11 lutego | 2014 | Soczi      | slopestyle  | 69,60 pkt  | Dara Howell      | [ 1 ]  |
| 20.     | 17 lutego | 2018 | Pjongczang | Slopestyle  | 38,60 pkt  | Sarah Höfflin    | [ 2 ]  |
| 16.     | 8 lutego  | 2022 | Pekin      | Big Air     | 126,50 pkt | Eileen Gu        | [ 3 ]  |
| 22.     | 15 lutego | 2022 | Pekin      | Slopestyle  | 44,85 pkt  | Mathilde Gremaud | [ 4 ]  |

### Mistrzostwa świata
| Miejsce | Dzień    | Rok  | Miejscowość   | Konkurencja | Wynik     | Zwyciężczyni        | Źródło |
| ------- | -------- | ---- | ------------- | ----------- | --------- | ------------------- | ------ |
| 9.      | 9 marca  | 2013 | Voss          | Slopestyle  | 51,6 pkt  | Kaya Turski         | [ 5 ]  |
| 17.     | 19 marca | 2017 | Sierra Nevada | Slopestyle  | 69,83 pkt | Tess Ledeux         | [ 6 ]  |
| 21.     | 13 marca | 2021 | Aspen         | Slopestyle  | 14,26 pkt | Eileen Gu           | [ 7 ]  |
| 13.     | 16 marca | 2021 | Aspen         | Big Air     | 71,75 pkt | Anastasija Tatalina | [ 8 ]  |

### Puchar Świata

#### Miejsca w klasyfikacji generalnej
- sezon 2012/2013: 55.
- sezon 2013/2014: 56.
- sezon 2014/2015: 104.
- sezon 2015/2016: 102.
- sezon 2016/2017: 89.
- sezon 2017/2018: 35.
- sezon 2019/2020: 148.

Od sezonu 2020/2021 klasyfikacja generalna została zastąpiona przez klasyfikację Park & Pipe (OPP), łączącą slopestyle, halfpipe oraz big air.
- sezon 2020/2021: 26.
- sezon 2021/2022: 42.

#### Miejsca na podium
1. Mönchengladbach – 1 grudnia 2017 (big air) – 3. miejsce

#### Pozycje w poszczególnych zawodach
| Sezon 2011/2012                                                       |                       |                    |              |                     |        |        |        |        |        |        |         |         |         |         |         |         |         |         |         |
| Jyväskylä 25.02                                                       | Mammoth Mountain 4.03 | Punkty             | Punkty       | Punkty              | Punkty | Punkty | Punkty | Punkty | Punkty | Punkty | Pozycja | Pozycja | Pozycja | Pozycja | Pozycja | Pozycja | Pozycja | Pozycja | Pozycja |
| -                                                                     | 13                    | 20                 | 20           | 20                  | 20     | 20     | 20     | 20     | 20     | 20     |         |         |         |         |         |         |         |         |         |
| Sezon 2012/2013                                                       |                       |                    |              |                     |        |        |        |        |        |        |         |         |         |         |         |         |         |         |         |
| Ushuaia 7.09                                                          | Copper Mountain 12.01 | Silvaplana 9.02    | Soczi 13.02  | Sierra Nevada 23.03 | Punkty | Punkty | Punkty | Punkty | Punkty | Punkty | Punkty  | Punkty  | Pozycja | Pozycja | Pozycja | Pozycja | Pozycja | Pozycja | Pozycja |
| 4                                                                     | 23                    | 12                 | -            | 7                   | 116    | 116    | 116    | 116    | 116    | 116    | 116     | 116     | 7       | 7       | 7       | 7       | 7       | 7       | 7       |
| Sezon 2013/2014                                                       |                       |                    |              |                     |        |        |        |        |        |        |         |         |         |         |         |         |         |         |         |
| Cardrona 25.08                                                        | Copper Mountain 21.12 | Breckenridge 10.01 | Gstaad 18.01 | Silvaplana 15.03    | Punkty | Punkty | Punkty | Punkty | Punkty | Punkty | Punkty  | Punkty  | Pozycja | Pozycja | Pozycja | Pozycja | Pozycja | Pozycja | Pozycja |
| 16                                                                    | 24                    | 7                  | 5            |                     | 103    | 103    | 103    | 103    | 103    | 103    | 103     | 103     | 8       | 8       | 8       | 8       | 8       | 8       | 8       |
| Legenda                                                               |                       |                    |              |                     |        |        |        |        |        |        |         |         |         |         |         |         |         |         |         |
| 1 2 3 4-10 11-30 31-100 wyniki anulowane - – zawodnik nie wystartował |                       |                    |              |                     |        |        |        |        |        |        |         |         |         |         |         |         |         |         |         |